# 南薩頓 (新罕布什爾州)
南薩頓（英語：South Sutton）是位於美國新罕布什爾州梅里馬克縣的非建制地區。

## 歷史
南薩頓的郵局自1840年營運至今。

## 地理
南薩頓所處的海拔為高於海平面220米（即722英呎），而該地所採用的時區為UTC-5，即北美东部时区（EST）。同時該地設有夏令時間，為UTC-5調快一小時，即UTC-4（EDT）。